# Лайф (фильм)
«Лайф» (англ. Life) — американская биографическая драма режиссёра Антона Корбейна. Сюжет фильма повествует о дружбе фотографа Денниса Стока и голливудского актёра Джеймса Дина. Главные роли исполнили: Роберт Паттинсон, Дейн Дехан, Бен Кингсли и Джоэл Эдгертон.
Съёмки фильма проходили с февраля по апрель 2014 года в Торонто и Лос-Анджелесе. Премьера ленты состоялась на 65-м Берлинском международном кинофестивале в рамках специального показа Berlinale Special Gala 9 февраля 2015 года. 4 декабря 2015 года фильм был выпущен в ограниченный прокат в США, также его можно приобрести через систему «видео по запросу», дистрибьютором выступила компания Cinedigm.

## Сюжет
Фотограф Деннис Сток работает в агентстве Magnum Photos, он получает задание сделать фотосессию восходящей голливудской звезды Джеймса Дина незадолго до выхода в прокат фильма «К востоку от рая». Во время совместного путешествия из Лос-Анджелеса в Нью-Йорк и Индиану между молодыми людьми завязываются дружеские отношения.

## В ролях
- Роберт Паттинсон — Деннис Сток
- Дейн Дехан — Джеймс Дин
- Бен Кингсли — Джек Уорнер
- Джоэл Эдгертон — Джон Моррис
- Алессандра Мастронарди — Пьер Анджели
- Стелла Шабель — Норма
- Майкл Ферриаулт — Элиа Казан
- Кристен Хагер — Вероника
- Келли Маккрири — Эрта Китт
- Эва Фишер — Джуди Гарланд
- Джек Фелтон — Родни Сток, сын Денниса
- Кейси Ли — Маркус «Марки» Уинслов-мл., кузен Денниса
- Питер Лукас — Николас Рэй
- Лорен Гэллахер — Натали Вуд
- Джон Блэквуд — Рэймонд Мэсси
- Кэйтлин Стюарт — Джули Харрис
- Николас Рич — Ли Страсберг
- Фил Хэйс — Маршалл
- Ив Кроуфорд — Аунт Орстенс
- Рон Уайт — дядя Маркус

## Отзывы критиков
Фильм получил смешанные отзывы от критиков. На сайте Rotten Tomatoes его рейтинг составляет 60 % на основе 43 рецензий, со средним баллом 6,1 из 10. На сайте Metacritic его рейтинг составляет 59 баллов из 100, на основе 9 рецензий (что сопоставимо с формулировкой «смешанные или средние отзывы»).